# Fiumicino
Fiumicino est une commune italienne de la ville métropolitaine de Rome Capitale, dans la région Latium.
C'est sur le territoire de la commune de Fiumicino qu'est situé l'aéroport Léonard-de-Vinci, le principal aéroport de Rome.

## Géographie

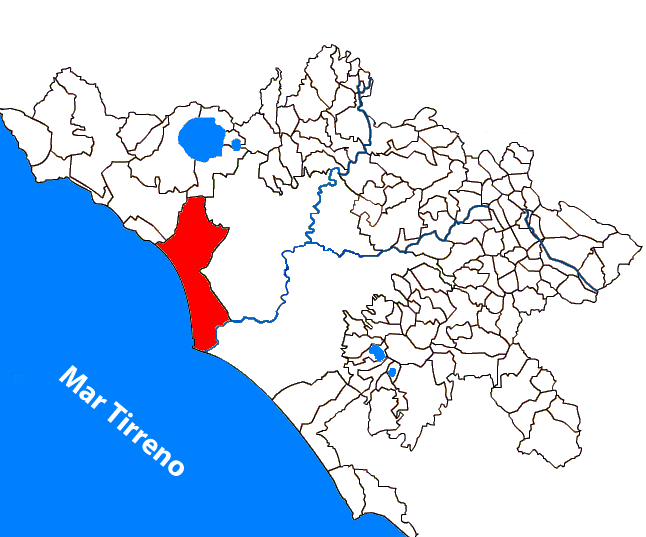
La commune de Fiumicino à l'intérieur de la ville métropolitaine de Rome Capitale

Fiumicino s'étend sur 213,89 km2 au bord de la mer Tyrrhénienne, au nord du delta du Tibre.
À la fin de la Via Portuense, se trouvent les premières habitations de la ville de Fiumicino. La partie ancienne de la ville est située le long de la Via Torre Clementina, dont l'urbanisme a été conçu selon les plans de l'architecte néoclassique Giuseppe Valadier (1762-1839).

### Communes limitrophes
| Cerveteri Ladispoli | Anguillara Sabazia | Rome |
|                     | Fiumicino          | Rome |
|                     |                    | Rome |

### Hameaux
La commune comprend les hameaux d'Aranova, Focene, Fregene, Isola Sacra, Maccarese, Passoscuro, Torrimpietra, Palidoro, Testa di Lepre, Tragliata et Tragliatella.

## Histoire
Sur le site de l'Isola Sacra, des fouilles ont permis de mettre au jour une antique nécropole romaine, la nécropole de Portus, avec quelques mosaïques très bien conservées et des décorations peintes ou en stuc.
C'est à Fiumicino que démarra l'affaire Montel, un enlèvement d'enfant juif par la papauté, en 1840.
La création de la commune de Fiumucino est relativement récente, puisqu'avant la loi régionale n°25 du 6 mars 1992 qui créa cette dernière, elle constituait le Municipio XIV et la Zone XXXVII de la ville de Rome (avec les zones Z.XXXVI Isola Sacra, Z.XXXVIII Fregene, Z.XLII Maccarese Sud, Z.XLIII Maccarese Nord dont une petite portion est toujours sous la gestion de Rome, Z.XLVI Torrimpietra et Z.XLVII Palidoro).

## Économie

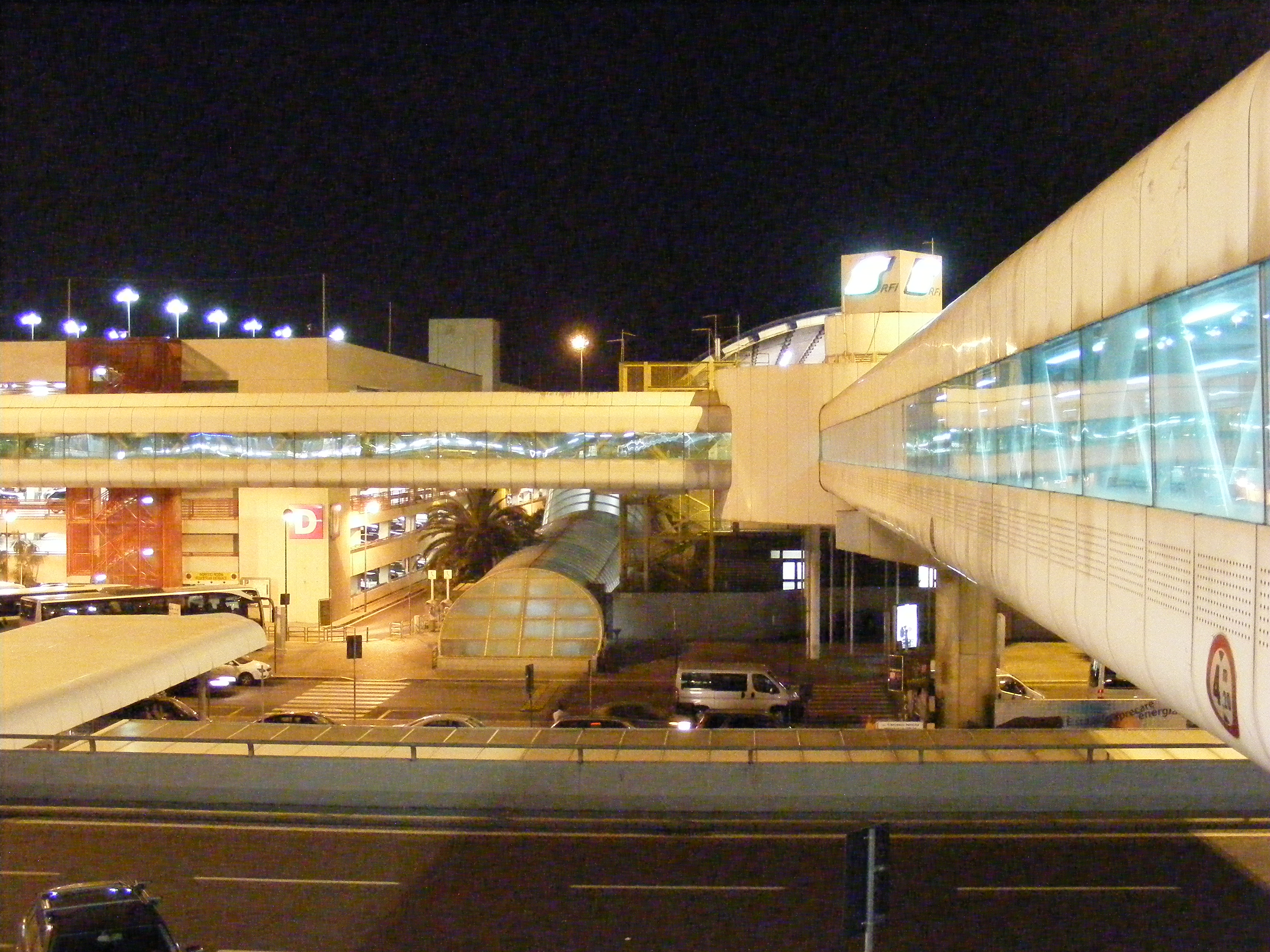
Aéroport de Fiumicino.

L'économie de la ville est principalement liée à l'activité de l'aéroport.

## Culture

### Musées
Situé à proximité de l'aéroport se trouve le Musée des bateaux. Y sont conservés cinq navires romains, découverts pendant les travaux de construction de l'aéroport dans le môle nord du port romain de Claude et de Trajan.

## Politique et administration
La commune est dirigée par un conseil municipal de 24 membres, élus pour un mandat de cinq ans, présidé par le maire. Les dernières élections ont eu lieu en mai 2023.
| Période        | Période        | Identité            | Étiquette    | Qualité                 |
| -------------- | -------------- | ------------------- | ------------ | ----------------------- |
| février 1993   | septembre 1993 | Romeo Esuperanzi    | Indép.       |                         |
| septembre 1993 | mai 1994       | Concetta Marra      | PSI          |                         |
| mai 1994       | décembre 1994  | Giuseppe Procaccini |              | commissaire préfectoral |
| décembre 1994  | mai 2003       | Giancarlo Bozzetto  | PDS/DS       |                         |
| 28 mai 2003    | juin 2013      | Mario Canapini      | FI/PdL       |                         |
| 11 juin 2013   | 16 mai 2023    | Esterino Montino    | PD           |                         |
| 17 mai 2023    | En cours       | Mario Baccini       | Centre droit |                         |